# Acton (regionalna gmina hrabstwa)
Acton – regionalna gmina hrabstwa (MRC) w regionie administracyjnym Montérégie prowincji Quebec, w Kanadzie. Stolicą jest miasto Acton Vale. Składa się z 8 gmin: 1 miasta, 2 gmin, 1 wsi, 3 parafii i 1 kantonu.
Acton ma 15 381 mieszkańców. Język francuski jest językiem ojczystym dla 97,9%, angielski dla 1,1% mieszkańców (2011).